# كاروفاكي
راني كاروفاكي (أو شاروفاكي) (بالإنجليزية:Rani Karuvaki) كانت الملكة الثانية  لإمبراطور موريان الثالث، أشوكا. وكانت أيضا والدة ابن أشوكا، الأمير تيفالا.

## حياتها
على عكس المعتقدات الشعبية والتصويرية، لم تكن كاروفاكي أميرة بل كانت من العامة في حرب كالينجا. تم تخليد كاروفاكي في المرسوم الملكي حيث تم تسجيل تبرعاتها الدينية والخيرية وفقًا لرغباتها. هذا يعطي صورة لها كونها ذات إرادة وشغف قويان، وكانت تريد فعل الأعمال الخيرية لتسجيله على وجه التحديد لها.  
يحددها المرسوم أيضًا كأم لابنها الأمير تيفالا (يشار إليه أيضًا باسم تيفارا)، وهو الابن الوحيد لأشوكا الذي ورد ذكره بالاسم في نقوشه.   
على الرغم من حقيقة أن أشوكا كان لديها العديد من الملكات، إلا أن كورواكي هي الملكة الوحيدة في أشوكا التي سميت في نقوشه ومراسيمه.  

## في الثقافة الشعبية
- صورت كاروفاكي كارينا كابور في فيلم بوليوود عام 2001، أيوكا. [9]
- ريم الشيخ وسوميا سيث صورا كاروفاكي في الدراما التاريخية لعام 2015 من تلفزيون الألوان ( تشاكرافارتين آشوكا سمرات). [10]
- هي الشخصية الرئيسية في ثلاثية أشوكا، أمير باتاليبوترا لشرياس بهايف.
- جائزة كالينجا كاروباكي التي أنشأها مهرجان كالينجا الأدبي لتكريم أميرة المحارب الكبير كالينجا [11]